# Eupsophus
Alsodidae – rodzaj płazów bezogonowych z rodziny Alsodidae.

## Zasięg występowania
Rodzaj obejmuje gatunki występujące w Chile i Argentynie.

## Systematyka

### Etymologia
- Eupsophus: gr. eu eu „dobrze”; ψοφος psophos „hałas, dźwięk”[7].
- Borborocoetes (Borborocoetus[a], Borborocoetea[b]): gr. βορβορος borboros „błoto”; κοιτη koitē „legowisko, gniazdo”[7]. Gatunek typowy: Borborocoetes grayii Bell, 1843 (= Cystignathus roseus Duméril & Bibron, 1841).

### Podział systematyczny
Do rodzaju należą następujące gatunki:
- Eupsophus altor Nuñez, Rabanal & Formas, 2012
- Eupsophus calcaratus (Günther, 1881)
- Eupsophus contulmoensis Ortiz, Ibarra-Vidal & Formas, 1989
- Eupsophus emiliopugini Formas, 1989
- Eupsophus insularis (Philippi, 1902)
- Eupsophus migueli Formas, 1978
- Eupsophus nahuelbutensis Ortiz & Ibarra-Vidal, 1992
- Eupsophus roseus (Duméril & Bibron, 1841)
- Eupsophus septentrionalis Ibarra-Vidal, Ortiz & Torres-Pérez, 2004
- Eupsophus vertebralis Grandison, 1961